# Happy!
Pour les articles homonymes, voir Happy.
Happy! (ハッピー!, Happī!) est un manga écrit et dessiné par Naoki Urasawa. Il a été prépublié dans le magazine Big Comic Spirits de l'éditeur Shōgakukan, et a été compilé en vingt-trois tomes entre février 1994 et mai 1999. Une édition Deluxe en quinze tomes a ensuite vu le jour entre décembre 2003 et juin 2004. Il a aussi été adapté en drama en 2006.
La version française est éditée sous son édition Deluxe par Panini Manga depuis avril 2010, et les quinze tomes sont disponibles depuis le 15 mai 2013.

## Synopsis
Depuis la mort de ses parents, Miyuki Umino élève seule ses frères et sœurs. Un beau jour, elle reçoit la visite de deux yakusas qui lui demandent le remboursement d'une dette de 250 millions de yens contractée par son frère aîné dont elle est sans nouvelles. Pour échapper à la prostitution, elle quitte le lycée et décide d'entamer une carrière de joueuse de tennis professionnelle. Douée dans cette discipline, elle a déjà remporté de nombreux prix cependant maintenant elle doit exceller et remporter les plus grands championnats afin de rembourser rapidement son créancier qui préférerait la voir sur un trottoir.

## Manga

### Liste des volumes et chapitres
| no | Japonais         | Japonais   | Français         | Français          |
| no | Date de sortie   | ISBN       | Date de sortie   | ISBN              |
| --- | ---------------- | ---------- | ---------------- | ----------------- |
| 1 | 25 décembre 2003 | 4091877419 | 7 avril 2010     | 978-2-8094-1286-4 |
| Titre du volume : Are You Happy?!Liste des chapitres : - Set. 001 : Are You Happy?! - Set. 002 : Je ne peux plus résister ! - Set. 003 : Désolée, les filles... - Set. 004 : Un amateur est un amateur - Set. 005 : D'où sort cette fille ?! - Set. 006 : Tu es revenue ! - Set. 007 : Tout de suite, maintenant !! - Set. 008 : Jouer en pro... Tu rêves ! - Set. 009 : Fuyez ! Fuyez ! - Set. 010 : Une rencontre inattendue ! - Set. 011 : Entrainement nocturne - Set. 012 : Continuez !! - Set. 013 : Qui est son adversaire ?! - Set. 014 : Privée de goûter ! - Set. 015 : Je vais entrer chez les pros ! - Set. 016 : Il ne suffit pas de vouloir pour pouvoir !                                            |                  |            |                  |                   |
| 2 | 25 décembre 2003 | 4091877427 | 9 juin 2010      | 978-2-8094-1368-7 |
| Titre du volume : Pro debut!!Liste des chapitres : - Set. 017 : Elle me plaît ! - Set. 018 : À bas le favoritisme ! - Set. 019 : Pas question de laisser tomber ! - Set. 020 : Ohtori vs Wanibuchi - Set. 021 : Voleuse ! - Set. 022 : Contrat - Set. 023 : La victoire ou rien ! - Set. 024 : Balle infernale - Set. 025 : Début professionnelle - Set. 026 : Il faut gagner du temps ! - Set. 027 : Première victoire : ça se fête ! - Set. 028 : Boulets de canon - Set. 029 : Tricheuse - Set. 030 : Mise en pratique - Set. 031 : Premier amour amer - Set. 032 : Le V de la victoire |                  |            |                  |                   |
| 3 | 30 janvier 2004  | 4091877435 | 25 août 2010     | 978-2-8094-1440-0 |
| Titre du volume : Again and again...Liste des chapitres : - Set. 033 : Chance - Set. 034 : Bouuuh ! - Set. 035 : Les médias se réveillent - Set. 036 : Rumeurs - Set. 037 : Larmes - Set. 038 : Courage ! - Set. 039 : Premières balles en finale ! - Set. 040 : Choco et son public - Set. 041 : La la la ♪♪ - Set. 042 : Retournement de situation - Set. 043 : Je t'en supplie... Gagne ! - Set. 044 : J'ai été faible - Set. 045 : Wonderful - Set. 046 : C'en est fini - Set. 047 : Plein de fois - Set. 048 : On va manger comme des rois ! |                  |            |                  |                   |
| 4 | 30 janvier 2004  | 4091877443 | 13 octobre 2010  | 978-2-8094-1454-7 |
| Titre du volume : No money!!Liste des chapitres : - Set. 049 : Je ne peux pas me permettre de perdre ! - Set. 050 : Victoire... - Set. 051 : Direction : le lupanar ? - Set. 052 : Fête - Set. 053 : Nice to meet you - Set. 054 : Massage - Set. 055 : Choko arrive en ville - Set. 056 : Pas d'argent... - Set. 057 : Démoniaque - Set. 058 : Pour toi... - Set. 059 : Ma pauvre... - Set. 060 : Je vais te montrer quelque chose - Set. 061 : Seule à seul - Set. 062 : Sourire - Set. 063 : Cette drôle de sensation ?! - Set. 064 : Vieille connaissance - Set. 065 : Terre battue |                  |            |                  |                   |
| 5 | 28 février 2004  | 4091877451 | 1 décembre 2010  | 978-2-8094-1466-0 |
| Titre du volume : All or nothing!!Liste des chapitres : - Set. 066 : Dernier billet - Set. 067 : Dépêchez-vous de revenir ! - Set. 068 : À ce rythme, c'est perdu d'avance ! - Set. 069 : Je ne peux pas faire ça ! - Set. 070 : Que faire ?! - Set. 071 : Quitte ou double... - Set. 072 : Vas yyy !! - Set. 073 : Première victoire - Set. 074 : Le choix de Miyuki - Set. 075 : Expulsion - Set. 076 : Je ne pleure pas... - Set. 077 : En quête de logement - Set. 078 : Nouvelle maison - Set. 079 : Vous êtes chanceux ! - Set. 080 : Partenaire d'entraînement - Set. 081 : Perdue pour la cause - Set. 082 : Pan !                                                                                          |                  |            |                  |                   |
| 6 | 28 février 2004  | 409187746X | 16 février 2011  | 978-2-8094-1743-2 |
| Titre du volume : A hunch of stormListe des chapitres : - Set. 083 : Intrus - Set. 084 : Je ferais n'importe quoi ! - Set. 085 : Mômaaaan ! - Set. 086 : Courage ! Courage... - Set. 087 : Keïchiro se rebiffe - Set. 088 : Adieu - Set. 089 : Je suis un porte-malheur - Set. 090 : Avant la tempête... - Set. 091 : Ouragan - Set. 092 : Ce n'est pas ce que vous croyez ! - Set. 093 : Du nerf ! - Set. 094 : Qu'est ce qui t’arrive...? - Set. 095 : Bouuuh ! - Set. 096 : Contre Wakana - Set. 097 : La tactique de la boulette - Set. 098 : Une very very brave fille - Set. 099 : Dilemme |                  |            |                  |                   |
| 7 | 30 mars 2004     | 4091877478 | 18 mai 2011      | 978-2-8094-1903-0 |
| Titre du volume : Unbelievable!!Liste des chapitres : - Set. 100 : Rumeur de corruption - Set. 101 : Comment ?! - Set. 102 : Funeste journée - Set. 103 : Un vrai match de pro - Set. 104 : Ça sent le sapin ! - Set. 105 : Infamie - Set. 106 : Tout n'est pas encore joué - Set. 107 : Cœur en vrac - Set. 108 : C'est ridicule ! - Set. 109 : Catastrophe ! - Set. 110 : Vraiment forte ? - Set. 111 : Il faut fuir ! - Set. 112 : La proposition de Wanibuchi - Set. 113 : Assez de votre blabla ! - Set. 114 : Hier soir... - Set. 115 : Retrouvailles - Set. 116 : Une promesse est une promesse |                  |            |                  |                   |
| 8 | 30 mars 2004     | 4091877486 | 17 août 2011     | 978-2-8094-2024-1 |
| Titre du volume : Hang in there!!Liste des chapitres : - Set. 117 : A-llez Mi-yu-ki ! - Set. 118 : Première fois - Set. 119 : Amusant personnage - Set. 120 : Je veux gagner à tout prix ! - Set. 121 : Choc ! - Set. 122 : Ça ne va pas, la tête/ vous êtes complètement vous/ qu'est ce qui vous prend ?! - Set. 123 : Tu fais une de ces têtes ! - Set. 124 : Je ne te le pardonnerai jamais ! - Set. 125 : Quoi ?! Qui ?! - Set. 126 : Ouais ! Hourra ! - Set. 127 : Je ne l'ai pas fais exprès ! - Set. 128 : Les éliminatoires commencent... - Set. 129 : J'ai besoin de savoir ! - Set. 130 : Umino... je... - Set. 131 : Ça ne lui ressemble pas ! - Set. 132 : Tiens bon... - Set. 133 : Où est Keïchiro ? |                  |            |                  |                   |
| 9 | 30 avril 2004    | 4091877494 | 16 novembre 2011 | 978-2-8094-2156-9 |
| Titre du volume : Beat them down!!Liste des chapitres : - Set. 134 : Pour le meilleur ou pour le pire... L'US Open commence ! - Set. 135 : Mauvais pressentiment - Set. 136 : Fais lui mordre la poussière - Set. 137 : Elle... - Set. 138 : Toumdidoum ?! - Set. 139 : Promesse - Set. 140 : Cours, John Travolta - Set. 141 : Nouvelle vie - Set. 142 : Encouragements à longue distance - Set. 143 : Le retour de la revanche... - Set. 144 : L'essentiel - Set. 145 : Beau mot contre gros mot - Set. 146 : Je la vois ! - Set. 147 : Qu'est ce que vous venez de dire ? - Set. 148 : Au bout du tie-break... - Set. 149 : Qu'est ce qu'on s'amuse !                                                            |                  |            |                  |                   |
| 10 | 30 avril 2004    | 4091877508 | 15 février 2012  | 978-2-8094-2260-3 |
| Titre du volume : He's my coach!Liste des chapitres : - Set. 150 : C'est mon coach - Set. 151 : Match de rêve - Set. 152 : Le passé de la reine - Set. 153 : Qui ?! - Set. 154 : Son bouton...! - Set. 155 : Vite ! Vite ! - Set. 156 : Retour au pays - Set. 157 : La cuisine selon Choko - Set. 158 : Je vais t'amener à lui... - Set. 159 : Mâles et maux - Set. 160 : Longue nuit - Set. 161 : Je peux dire adieu à mon rêve ! - Set. 162 : La cruauté de Wimbledon... - Set. 163 : Cher Junji... - Set. 164 : Premier rendez-vous... - Set. 165 : J'y vais - Set. 166 : Kiku - Set. 167 : Choko fait encore des siennes                                                                                        |                  |            |                  |                   |
| 11 | 28 mai 2004      | 4091877516 | 9 mai 2012       | 978-2-8094-2468-3 |
| Titre du volume : Fight it out!!Liste des chapitres : - Set. 168 : Duel ! - Set. 169 : Volonté de vaincre - Set. 170 : Lettre d'amour - Set. 171 : Va leur dire la vérité ! - Set. 172 : Le défi de Ryugasaki - Set. 173 : La transformation de Keïchiro - Set. 174 : Nouveau partenaire ?! - Set. 175 : Prends ta raquette - Set. 176 : Riz Hayashi, pluie - Set. 177 : Qu'est-ce que tu fabriques? - Set. 178 : Fonce ! - Set. 179 : L'embarras de Hina Bentenbashi - Set. 180 : Aveux - Set. 181 : Lourd fardeau - Set. 182 : Pour Kaku ! - Set. 183 : Pamplemousse - Set. 184 : Quelques balles - Set. 185 : Avant la tempête...                                                                                |                  |            |                  |                   |
| 12 | 28 mai 2004      | 4091877524 | 22 août 2012     | 978-2-8094-2615-1 |
| Titre du volume : Go ahead!!Liste des chapitres : - Set. 186 : Ça chauffe pour Junji Sakurada - Set. 187 : Je dois y aller ! - Set. 188 : Évasion - Set. 189 : Plus précieux que la vie - Set. 190 : Main morte - Set. 191 : Aller de l'avant - Set. 192 : Le type du fond - Set. 193 : Nouveau départ - Set. 194 : Cadeau - Set. 195 : La solitude de la reine - Set. 196 : Adrénaline - Set. 197 : Allez ! - Set. 198 : Extravagance - Set. 199 : Délire - Set. 200 : Je veux jouer comme ça - Set. 201 : Trois fois - Set. 202 : Ni rêve, ni espoir |                  |            |                  |                   |
| 13 | 30 juin 2004     | 4091877532 | 14 novembre 2012 | 978-2-8094-2746-2 |
| Titre du volume : Never give up!!Liste des chapitres : - Set. 203 : L'heure de la relève ? - Set. 204 : Bombe à retardement - Set. 205 : Aux grands maux, les grands remèdes ! - Set. 206 : Fais-moi confiance - Set. 207 : Ne perds pas ! - Set. 208 : Au revoir - Set. 209 : Fraises à la crème et court central - Set. 210 : Deux cents fois un million - Set. 211 : C'est maintenant que tout va se jouer ! - Set. 212 : Délicieux ! - Set. 213 : Longue nuit - Set. 214 : J'ai assez fui - Set. 215 : Brave petite - Set. 216 : Si jamais... - Set. 217 : Le monde de la compétition... - Set. 218 : Changement de décor - Set. 219 : Tuez-le                                                                  |                  |            |                  |                   |
| 14 | 30 juin 2004     | 4091877540 | 13 février 2013  | 978-2-8094-2869-8 |
| Titre du volume : Match pointListe des chapitres : - Set. 220 : Let's go! - Set. 221 : C'est dur d'être une idole ! - Set. 222 : Complot - Set. 223 : Ça ne fait que commencer - Set. 224 : Transformation - Set. 225 : L'air de rien... - Set. 226 : La veille de la bataille - Set. 227 : No problem - Set. 228 : Brothers & sister - Set. 229 : Respirer profondément - Set. 230 : Balle de match - Set. 231 : Cette fichue Choko... - Set. 232 : Que ça me touche... - Set. 233 : Disparais ! - Set. 234 : La marche vers la finale... - Set. 235 : Le natto de la victoire - Set. 236 : Pour moi - Set. 237 : Une fois rentrée au Japon...                                                                     |                  |            |                  |                   |
| 15 | 30 juin 2004     | 4091877559 | 15 mai 2013      | 978-2-8094-3120-9 |
| Titre du volume : Be happy!Liste des chapitres : - Set. 238 : Veille de finale - Set. 239 : Mission : sauvetage de Philippine - Set. 240 : Entrée en piste - Set. 241 : Toute la motivation qu'il faut ! - Set. 242 : La reine du gazon - Set. 243 : Pas comme ça ! - Set. 244 : Dernier jeu...? - Set. 245 : Coup droit ! - Set. 246 : Bombe - Set. 247 : M. Umino - Set. 248 : Fonce !! - Set. 249 : Au bord du gouffre - Set. 250 : Les miracles... - Set. 251 : Pluie - Set. 252 : I'm happy! - Set. 253 : Jeu, set et match - Dernier set : Be happy! |                  |            |                  |                   |

## Drama

### Distribution
- Saki Aibu : Umino Miyuki
- Hiroyuki Miyasako : Sakurada Junji
- Junnosuke Taguchi (en) : OtoriKei Ichiro
- Mao Kobayashi : Ryuugasaki Chouko
- Jun Natsukawa (en) : Kaku Kikuko
- Yoshiyoshi Arakawa (ja) : Umino Ieyasu
- Numata Baku (ja) : Katsuragi
- Yoshiyuki Morishita : Yamaguchi Momotaro
- Eriko Watanabe (en) : Ryugasaki Hanae